# Trochodendrales
Ordre
Classification APG II (2003)
Classification APG III (2009)
L'ordre des Trochodendrales regroupe des plantes dicotylédones primitives.
En classification classique de Cronquist (1981) il comprend deux familles :
- Tétracentracées
- Trochodendracées

Dans la classification phylogénétique (1998) et dans la APG II (2003) cet ordre n'existe pas.
Le Angiosperm Phylogeny Website [6 mai 2006] accepte l'ordre mais y place uniquement la famille Trochodendraceae, les genres de Tetracentraceae étant placés dans Trochodendraceae.
En classification phylogénétique APG III (2009) il comprend une famille :
- Trochodendraceae Eichler (1865) (incluant Tetracentraceae A.C.Sm.).